# Mammillaria mystax
Mammillaria mystax (укр. Мамілярія вусата, мамілярія містакс) — сукулентна рослина з роду мамілярія (Mammillaria) родини кактусових (Cactaceae).

## Історія

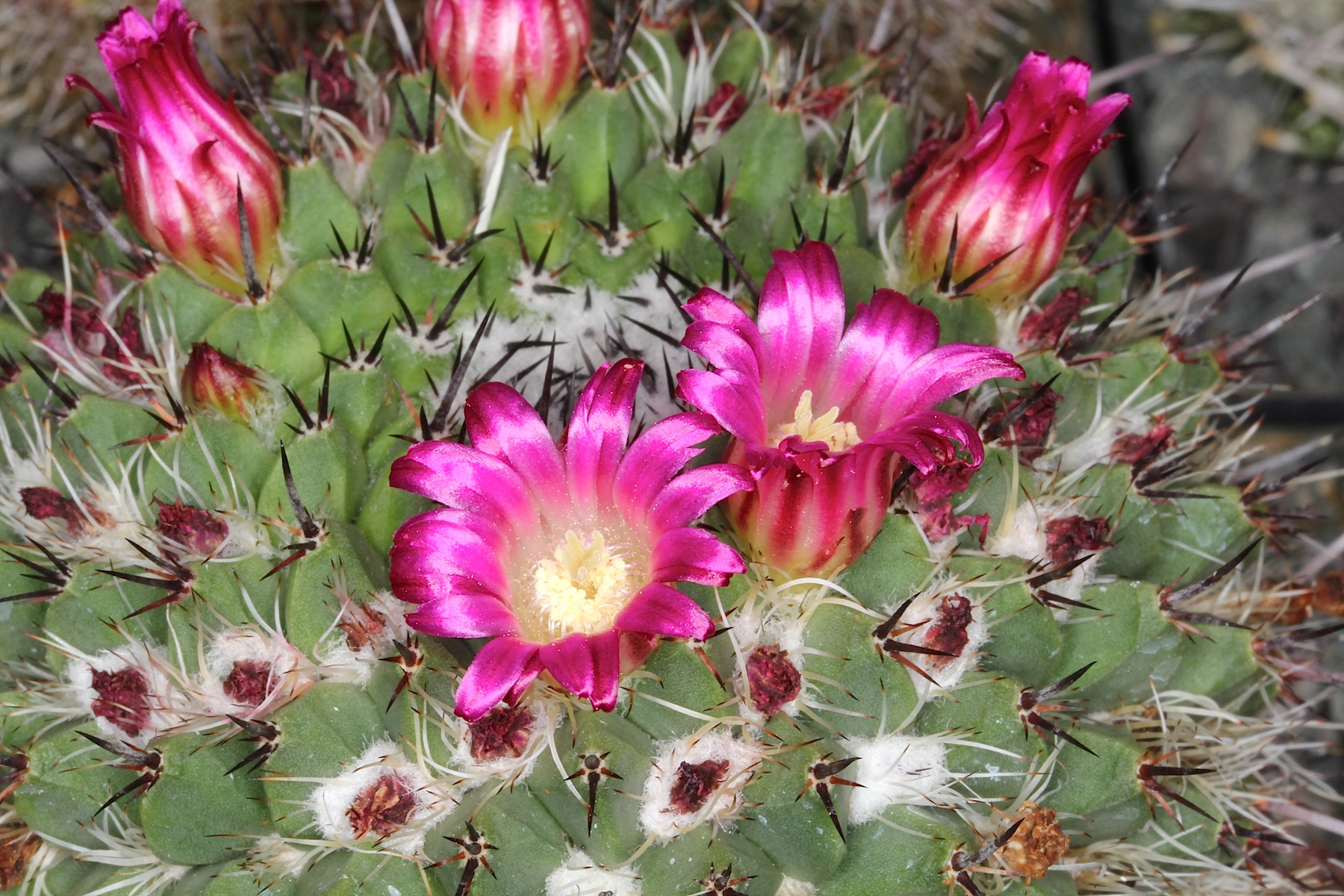

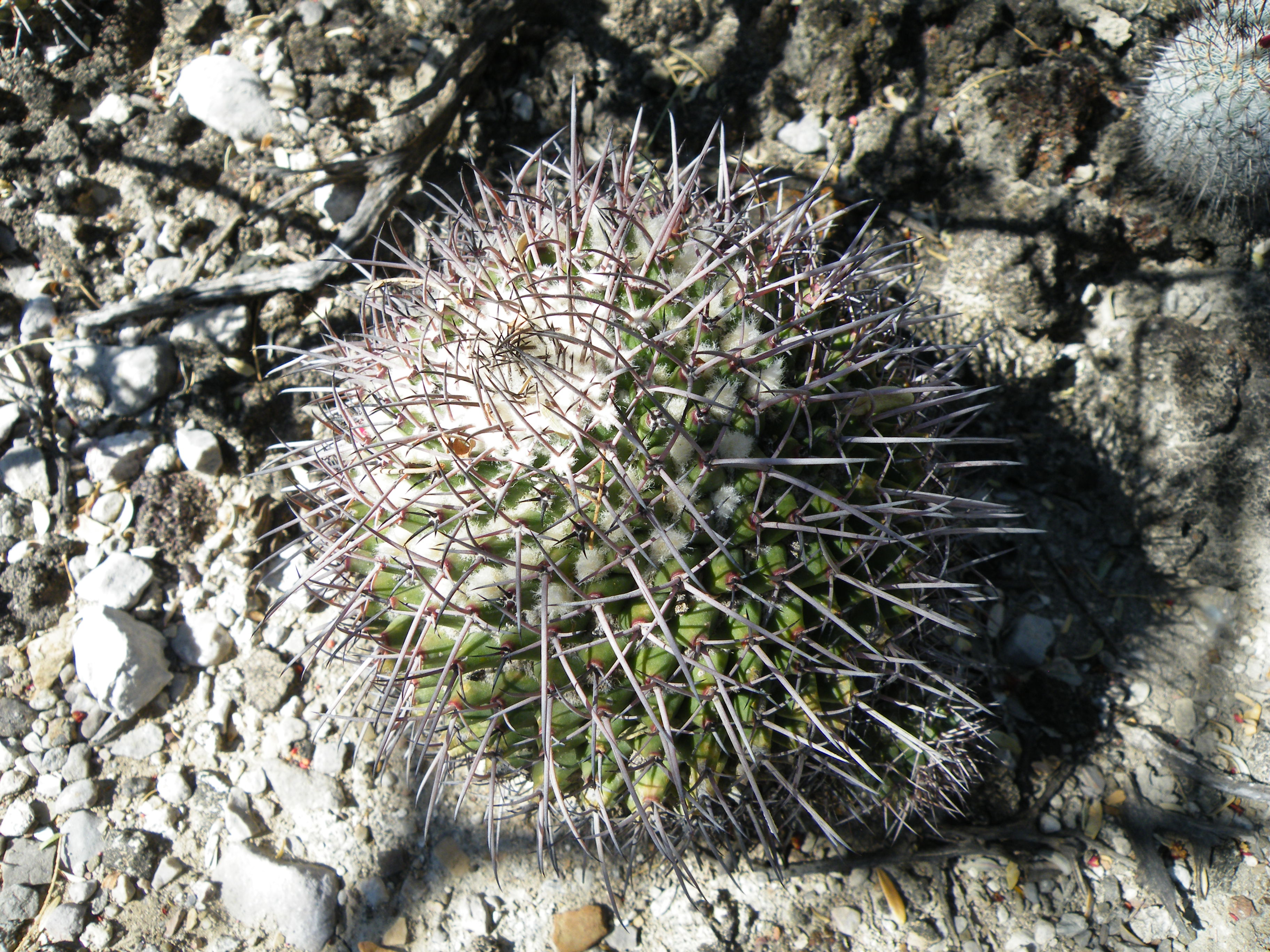
Mammillaria mystax у природних умовах у штаті Пуебла

Вид вперше описаний німецьким ботаніком Карлом Фрідріхом Філіппом фон Марціусом (нім. Carl Friedrich Philipp von Martius, 1794—1868) у 1832 році у виданні нім. «Nova Acta Physico-medica Academiae Caesareae Leopoldino-Carolinae Naturae Curiosorum Exhibentia Ephemerides sive Observationes Historias et Experimenta».

## Етимологія
Видова походить від лат. mystax — «вуса» через щетинки на аксилах, часто дуже помітні.

## Ареал і екологія
Mammillaria mystax є ендемічною рослиною Мексики. Ареал розташований у штатах Герреро, Оахака і Пуебла. Рослини зростають на висоті від 2600 до 1000 метрів над рівнем моря у тропічному сухому широколистяних і дубових лісах та у ксерофільному скребі.

## Морфологічний опис
| Орган              | Опис |
| Рослини            | поодинокі. |
| Коріння            | |
| Стебло             | кулясті до циліндричних, до 15 см заввишки, в діаметрі 7-10 см. |
| Епідерміс          | темно-сіро-зелений. |
| Маміли             | тверді, пірамідальні, від чотирьох- до шести-гранних, кілевидні, з молочним соком. |
| Ареоли             | |
| Аксили             | з щетинками. |
| Центральні колючки | 3-4, іноді одна, досить різноманітні за кількістю і кольором, міцні, викривлені, у віці переплетені, багрянистого кольору з темно-коричневими кінцями, одна або більше розміщені по центру, до 70 мм завдовжки, інші 20-70 мм завдовжки. |
| Радіальні колючки  | 3-10, розставлені, білі, завдовжки 4-8 мм. |
| Квіти              | рожево-пурпурові з коричневими центральними прожилками на пелюстках, до 25 мм завдовжки і в діаметрі. |
| Бутони             | |
| Зовнішні пелюстки  | |
| Внутрішні пелюстки | |
| Тичинки            | |
| Маточка            | |
| Плоди              | булавоподібні, червоні, завдовжки 20-25 мм. |
| Насіння            | коричневе. |

## Чисельність, охоронний статус та заходи по збереженню
Mammillaria mystax входить до Червоного списку Міжнародного союзу охорони природи видів, з найменшим ризиком (LC).
Має відносно широкий ареал, в якому росте доволі рясно. Поточний тренд чисельності стабільний. Проте на нього опосередковано впливає розвиток сільського господарства та випас великої рогатої худоби.
Вид зустрічається в біосферному заповіднику Теуакан-Куйкатлан.
Охороняється Конвенцією про міжнародну торгівлю видами дикої фауни і флори, що перебувають під загрозою зникнення (CITES).

## Систематика
Назва охоплює широкий спектр варіацій. Як це зазвичай трапляється з мінливими видами, їх відкривають повторно і кожен раз варіації дають нову назву. Сюди як синоніми включені мінімум сім видів, і ще один або два під питанням.

## Використання
Цей кактус використовується локально як декоративна рослина.